# Gran Sabana (comune)
Gran Sabana è un comune del Venezuela situato nello stato del Bolívar.
Il capoluogo del comune è la città di Santa Elena de Uairén.